# Medalja za znanstveno-raziskovalne dosežke Fridolin Kavčič
Medalja za znanstveno-raziskovalne dosežke Fridolin Kavčič je odlikovanje (medalja), ki ga podeljuje ministrstvo za obrambo Republike Slovenije (oz. minister) »pripadnikom Slovenske vojske, delavcem ministrstva in posameznikom za uspešno izvedene multidisciplinarne razvojne projekte, znanstveno-strokovne prispevke na področju vojaških veščin ali uspešno uvedbo novih vsebin in metod dela v organizacijo in delovanje Slovenske vojske«.
 Medalja je poimenovana po Fridolinu Kaučiču (oz. Kavčiču), ki velja za prvega biografa slovenskih vojaških oseb (oz. častnikov); leta 1866 je v Ljubljanskem zvonu objavil članke o 133 znanih slovenskih častnikih v Avstro-ogrskih oboroženih silah.
Sama medalja ima tri stopnje: zlata, srebrna in bronasta.

## Stopnje
Zlata medalja za znanstveno-raziskovalne dosežke Fridolin Kavčič
Po 38. členu Pravilnika o priznanjih Ministrstva za obrambo se zlata medalja podeljuje za »uspešno zaključene multidisciplinarne razvojne projekte, ki prispevajo k učinkovitejši organizaciji in izvajanju nalog Slovenske vojske. Za multidisciplinarnost se šteje sodelovanje strokovnjakov Slovenske vojske, delavcev ministrstva in zunanjih strokovnjakov ali pa projektno sodelovanje strokovnjakov različnih področij dela pri skupni projektni nalogi«.
Srebrna medalja za znanstveno-raziskovalne dosežke Fridolin Kavčič
Po 38. členu Pravilnika o priznanjih Ministrstva za obrambo se srebrna medalja podeljuje za »znanstveno – strokovne prispevke na področju vojaških veščin in področij dela, ki zagotavljajo uspešnejše izvajanje vojaških nalog«.
Bronasta medalja za znanstveno-raziskovalne dosežke Fridolin Kavčič
Po 38. členu Pravilnika o priznanjih Ministrstva za obrambo se bronasta medalja podeljuje za »uspešno uvedbo novih vsebin in metod dela v organizaciji in delovanju Slovenske vojske«.

## Opis
Vse tri stopnje medalje so iste oblike, a izdelane iz različnih kovin. Medalje je okrogle oblike, pri čemer je na sprednji strani »lik Fridolina Kavčiča in zgoraj v pomanjšani obliki oznaka pripadnosti Slovenski vojski. Na zadnji strani so ob straneh lipovi listi, zgoraj napis ZNANOST IN VOJSKA, spodaj napis ZA MIR, na sredini pa so vgravirani ime in priimek prejemnika in datum podelitve priznanja«.
Obstaja tudi nadomestna oznaka, ki je v obliki rdečega pravokotnika in »ima na sredini zeleno pokončno črto, na kateri je pomanjšana medalja«.

## Nosilci
Eden izmed prvih prejemnikov medalje je bil Anton Žabkar, prvi slovenski doktor vojaških ved, ki je leta 2008 prejel zlato medaljo.